# امتثال (طب)

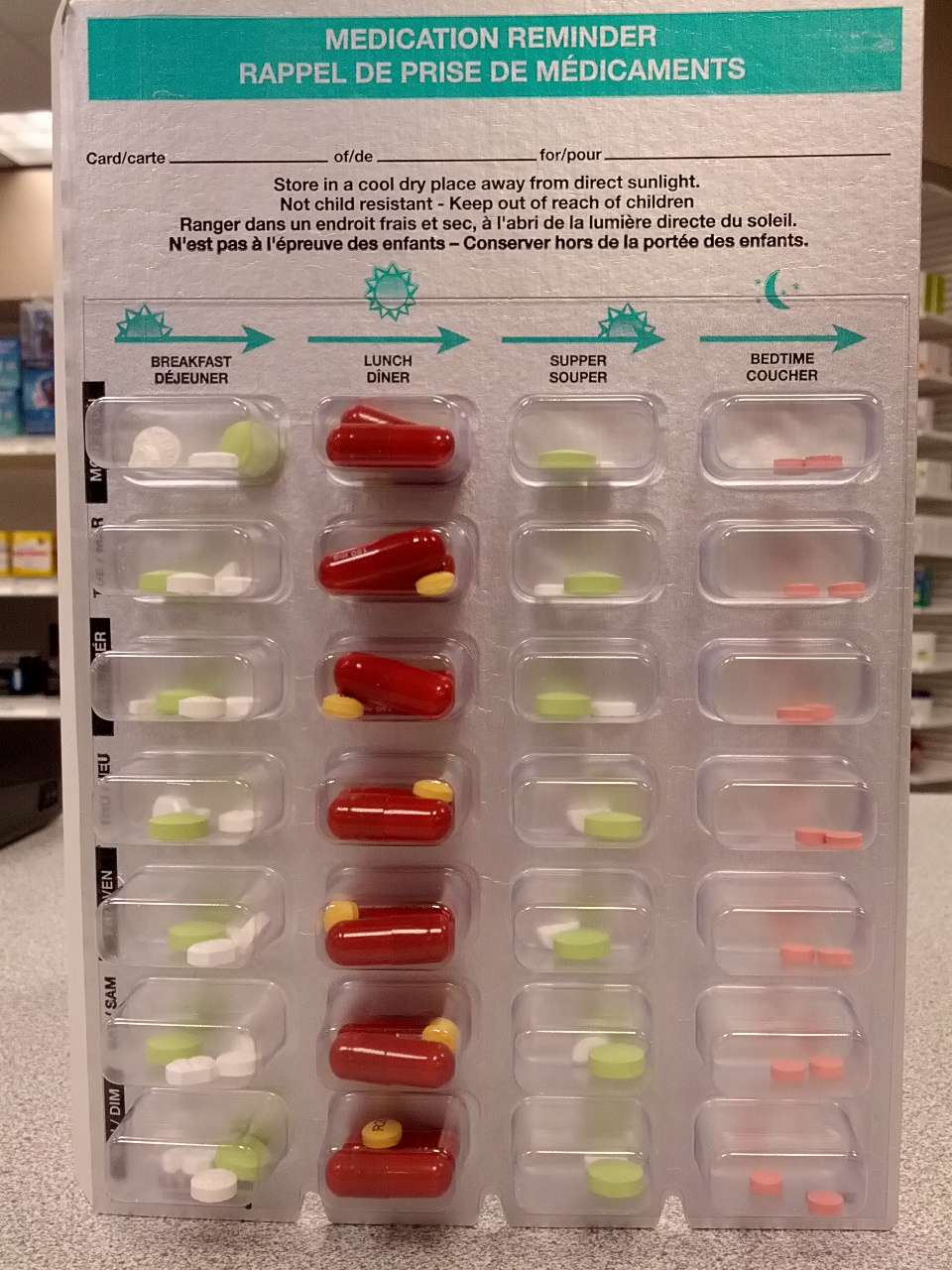

تدل استجابة المريض (الامتثال أو السعة أيضًا) في الطب على الدرجة التي يمتثل فيها المريض للاستشارة الطبية بشكل صحيح. يشير الامتثال غالبًا إلى استجابة المريض للأدوية أو العقاقير، لكنه يشير أيضًا إلى حالات أخرى مثل استخدام الأجهزة الطبية أو الرعاية الذاتية أو التمارين ذاتية التوجيه أو الجلسات العلاجية. تتأثر الاستجابة بكل من المريض ومقدم الرعاية الصحية، إضافة إلى العلاقة الإيجابية بين الطبيب والمريض التي تعتبر أهم العوامل المعززة للاستجابة. تلعب تكلفة الأدوية الموصوفة دورًا مهمًا أيضًا في استجابة المريض.
يمكن أن تختلط الأمور بين الامتثال والتوافق، إذ يعتبر التوافق بمثابة عملية تعاونية بين المريض والطبيب بهدف اتخاذ القرارات المتعلقة بالعلاج.
يعد عدم الاستجابة عقبة رئيسية في وجه تقديم الرعاية الصحية الفعالة في جميع أنحاء العالم. أشارت تقارير منظمة الصحة العالمية لعام 2003 إلى أن ما يقارب 50% فقط من مرضى الأمراض المزمنة القاطنين في البلدان المتقدمة يتبعون التوصيات المتعلقة بالعلاج، وأن معدل الالتزام بالعلاج أقل أيضًا في حالات علاج الربو والسكري وارتفاع ضغط الدم. يعتقد بأن أهم العوائق التي تحول دون الاستجابة تتضمن صعوبة النظم العلاجية الحديثة، وسوء «الثقافة الصحية»، وعدم فهم فوائد العلاج، إضافة إلى حدوث الآثار الجانبية غير المناقشة سابقًا والرضا غير الكافي عن العلاج وتكلفة الأدوية الموصوفة وضعف التواصل أو انعدام الثقة بين المريض ومقدم الرعاية الصحية. تهدف الجهود الرامية إلى تعزيز الاستجابة إلى تبسيط عبوات الأدوية وتوفير رسائل تذكيرية فعالة للتذكير بالأدوية وتحسين ثقافة المريض والحد من عدد الأدوية الموصوفة في آن واحد. تشير الدراسات إلى تباين كبير في الخصائص وآثار التداخلات بهدف تحسين الامتثال بالأدوية. لا تزال كيفية تحسين الامتثال بصورة مستمرة بهدف تعزيز الآثار المهمة من الناحية الإكلينيكية غير واضحة.

## عوامل الاستجابة
لا يتبع ما يقارب نصف الأشخاص التوجيهات المتعلقة بالأنظمة العلاجية. سميت هذه الحالة بمصطلح «عدم الاستجابة» حتى مؤخرًا، إذ اعتبر البعض أن هذا المصطلح يشير إلى عدم اتباع المرضى لتعليمات العلاج بسبب سلوك غير عقلاني أو تجاهل متعمد للتعليمات.

### الثقافة الصحية
يندرج ضعف فهم المريض للتوجيهات العلاجية تحت مسمى «الثقافة الطبية»، التي تشكل عقبة كبيرة في وجه الامتثال للعلاج جنبًا إلى جنب مع التكلفة. يوجد العديد من الأدلة القوية التي تثبت ترابط التعليم بالصحة البدنية. يعتبر التحصيل العلمي المتدني عاملًا رئيسيًا في حلقة التفاوت الصحي.

### الثقافة
في عام 1999، كان ما يقارب خِمس سكان المملكة المتحدة (أي سبعة ملايين شخص تقريبًا) يعانون من مشاكل في المهارات الأساسية، وخصوصًا في ما يتعلق بالإلمام الوظيفي بالقراءة والكتابة ومبادئ الحساب. وصفت الثقافة على أنها «القدرة على القراءة والكتابة والتحدث باللغة الإنجليزية واستخدام الرياضيات بما يتناسب مع متطلبات العمل والمجتمع بشكل عام». جعل هذا الأمر مهمة تناول الأدوية بشكل فعال وقراءة الملصقات واتباع الأنظمة الدوائية ومعرفة المزيد عن الحالة أمرًا مستحيلًا بالنسبة لمن لا يمتلك هذه الثقافة. 

### تكاليف العلاج
أخذت الجمعية الوطنية الأمريكية للصيادلة عينات من 1.020 مواطن أمريكي تجاوزوا سن الأربعين من عمرهم، وممن يمتلكون وصفة طبية جارية المفعول لمرض مزمن لمدة شهر في عام 2013، ثم منحت الجمعية هؤلاء المواطنين درجة C+ لامتثالهم. وفي عام 2012، تبين أن الزيادة في نصيب المريض من تكاليف الدواء مرتبطة بانخفاض امتثاله لهذا الدواء.

### العمر
يشمل عدم الامتثال للأدوية كل من فئتي الشباب والمسنين. غالبًا ما يعاني كبار السن من ظروف صحية عديدة، إذ تصف دائرة الصحة الوطنية ما يقارب نصف أدويتها للأشخاص الذين تجاوزوا سن التقاعد مع أنهم لا يمثلون سوى 20% من سكان المملكة المتحدة. سلط هيكل دائرة الصحة الوطنية الأخير المتعلق برعاية كبار السن الضوء على أهمية تناول وتنظيم الأدوية بشكل فعال لدى هذه الفئة من السكان. ومع ذلك، قد يواجه كبار السن تحديات مرتبطة بتناول العديد من الأدوية ذات الجرعات المتكررة ونقص المهارة وضعف الوظائف الإدراكية، إذ تشكل معرفة المريض قلقًا في ما يتعلق بهذه الحالة.

### الأصل العرقي
يمتلك الأشخاص ذوو الخلفيات العرقية المختلفة مشاكل فريدة في الامتثال، إذ يتعلق الأمر بالتعليم وعلم وظائف الأعضاء والثقافة والفقر. لا يوجد سوى بعض الدراسات المنشورة حول الامتثال بتناول الأدوية في مجتمعات الأقليات العرقية. يؤثر كل من الأصل العرقي والثقافة على بعض السلوكيات الحاسمة صحيًا، مثل المشاركة في برامج الكشف وحضور مواعيد المتابعة.

### إتمام الدورة
نادرًا ما يتبع المرضى التوجيهات المرتبطة بالدورة العلاجية بعد البدء فيها، إذ نادرًا ما يكملون دورتهم العلاجية. يترك 50% من مرضى ارتفاع ضغط الدم علاجهم في غضون عام من التشخيص. تعتبر معدلات المثابرة على تناول الأدوية الخافضة لضغط الدم قليلة للغاية خلال السنة الأولى من العلاج. لا يلتزم إلا ثلث المرضى الذين يتناولون أدوية لخفض الدهون في 90% من دورة علاجهم. يساعد تكثيف تدخلات الرعاية لدى المرضى (مثل رسائل التذكير الالكترونية وتدخلات الصيدلي والتثقيف المهني الصحي للمرضى) في تحسين معدلات امتثال المرضى للأدوية المخفضة للدهون ومستويات الكوليسترول الكلي والكوليسترول الضار.

## عوائق الامتثال بحسب منظمة الصحة العالمية
تدرج منظمة الصحة العالمية عوائق الامتثال بالأدوية ضمن خمس فئات؛ فريق الرعاية الصحية والعوامل المرتبطة بالنظام، والعوامل الاجتماعية والاقتصادية، والعوامل المرتبطة بالحالة، والعوامل المرتبطة بالعلاج، والعوامل المرتبطة بالمريض. تشمل أكثر هذه العوائق انتشارًا ما يلي:
| العائق                               | الفئة                     |
| سوء العلاقة بين المريض ومقدم الرعاية | فريق ونظام الرعاية الصحية |
| صعوبة الوصول إلى الخدمات الصحية      | فريق ونظام الرعاية الصحية |
| التكاليف العالية للأدوية             | الاجتماعية والاقتصادية    |
| المعتقدات الثقافية                   | الاجتماعية والاقتصادية    |
| مستوى حدة الأعراض                    | الحالة                    |
| توافر العلاجات الفعالة               | الحالة                    |
| فورية الآثار الإيجابية               | العلاج                    |
| الأعراض الجانبية                     | العلاج                    |
| وصمة العار المحيطة بالمرض            | المريض                    |
| عدم كفاية المعرفة بالعلاج            | المريض                    |

## تحسين معدلات الاستجابة

### دور مقدمي الرعاية الصحية
يلعب مقدمو الرعاية الصحية دورًا كبيرًا في تحسين مشاكل الامتثال لدى المرضى. يستطيع مقدمو الرعاية الصحية تحسين تفاعلات المرضى من خلال المقابلات التحفيزية والإصغاء النشط. يتوجب على مقدمي الرعاية العمل مع المرضى بهدف وضع خطة مجدية لاحتياجات المريض. يمكن للعلاقة المبنية على الثقة والتعاون والمسؤولية المتبادلة أن تحسن من العلاقة بين مقدمي الرعاية الصحية والمرضى وتضفي طابعًا إيجابيًا.

### التقنيات
كان من المتوقع أن تتحسن قدرات الأطباء على المراقبة الآنية عن بعد للمرضى وعلى استخدام الأجهزة المحمولة الشخصية كالهواتف الشخصية لإبلاغ التوصيات والتعديلات الدوائية بدلًا من الانتظار حتى الزيارات المكتبية التالية، وذلك بعدد تحسن تقنية التطبيب عن بعد في عام 2012.
تعمل أنظمة مراقبة الأحداث الدوائية دون تدخل المريض، إذ تسجل وقت وتاريخ استخدام زجاجة أو قارورة الدواء وإزالة الدواء من حافظة الأدوية. تتضمن هذه الأنظمة فوهات زجاجات الدواء الذكية والقوارير الذكية في الصيدليات وحافظات الأدوية الذكية، إذ تستخدم هذه التقنيات في التجارب السريرية والتطبيقات الأخرى التي تتطلب بيانات دقيقة حول امتثال المريض. يمكن قراءة البيانات من خلال أجهزة القراءة الخاصة أو الأجهزة المدعومة بتقنية الاتصال قريب المدى كالهواتف الذكية والأجهزة اللوحية. أشارت إحدى الدراسات التي أجريت في عام 2009 إلى دور هذه الأجهزة في تحسين الامتثال.